# 国鉄ケ150形蒸気機関車
ケ150形は、かつて日本国有鉄道およびその前身である鉄道院、鉄道省等に在籍した、特殊狭軌線用タンク式蒸気機関車である。

## 概要
鉄道院が1920年（大正9年）に建設工事用として、深川造船所で4両（ケ150 - ケ153）を製造した機関車である。深川造船所が初めて鉄道院から受注した機関車である。設計は製造者側で行われ、鉄道院が承認をするという形がとられている。車軸配置0-6-0(C)、サイドタンク式の公称6トンといわれるタイプで、国有鉄道が製造した工事用機関車の中では、軸重が最小であった。同じ製造者によることもあり、タンクの形態を除いてケ100形（第2種）と形態が同調している。また、運転台とタンク周りは皿鋲を使用したフラッシュ仕上げである。
本形式の落成は、1920年12月および1921年（大正10年）2月に各2両で、配置はケ150が東京建設事務所、ケ151, ケ152が新庄建設事務所、ケ153が大分建設事務所である。その後は、熊本、高知、岡山、岐阜、下関などの建設事務所を巡り、一部は信濃川電気事務所にも配置された。廃車は、全車が1953年（昭和28年）度であるが、実際は1950年（昭和25年）頃から休車状態で放置されていたようである。
施設局における車蒸番号は、番号順に24, 18, 5, 22であった。

## 主要諸元
- 全長：4,877mm
- 全高：2,210mm
- 最大幅：1,676mm
- 軌間：762mm
- 車軸配置：0-6-0(C)
- 動輪直径：546mm
- 弁装置：ワルシャート式
- シリンダー（直径×行程）：140mm×254mm
- ボイラー圧力：11.2kg/cm2
- 火格子面積：0.28m2
- 全伝熱面積：6.6m2
- ボイラー水容量：3.4m3
- 機関車運転整備重量：6.1t
- 機関車動輪上重量（運転整備時）：6.1t
- 機関車動輪軸重（各軸均等）：2.03t
- 水タンク容量：0.9m3
- 燃料積載量：0.14t
- 機関車性能
  - シリンダ引張力：870kg
- ブレーキ方式：手ブレーキ